# Zentral-Alberta

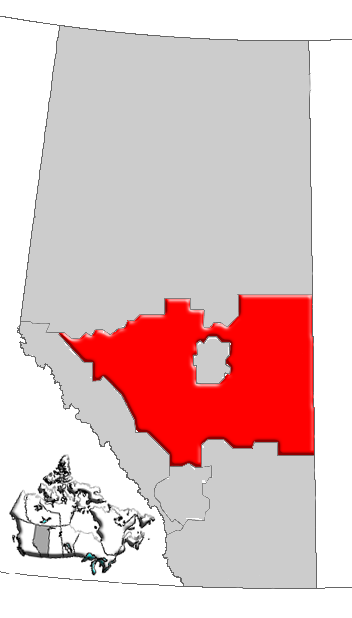
Auf der Karte von Alberta ist die Region rot markiert.

Zentral-Alberta (englisch Central Alberta, auch Alberta's Heartland genannt) ist eine der sechs Regionen der kanadischen Provinz Alberta mit 240.368 Einwohnern (Stand 2004). Die dichtbevölkertste Region der Provinz lebt hauptsächlich von der Öl- und Gasförderung sowie von der Landwirtschaft.

## Geographie
|                   | Nord-Alberta                                |              |
| Alberta’s Rockies | Kompassrose, die auf Nachbargemeinden zeigt | Saskatchewan |
| Calgary Region    | Süd-Alberta                                 |              |

Die Region umfasst den bevölkerungsreichen Calgary-Edmonton Corridor und umgibt komplett die Edmonton Capital Region. 

### Flüsse
Neben dem das Gebiet in West-Ost-Richtung durchfließenden North Saskatchewan River fließen außerdem noch folgende Flüsse durch die Region:
- Athabasca River
- Battle River
- Beaver River
- Brazeau River
- Pembina River
- Red Deer River

### Schutzgebiete
- Biosphärenreservat Beaver Hills, ein von der UNESCO anerkanntes Biosphärenreservat
- Elk-Island-Nationalpark
- Big Knife Provincial Park
- Dry Island Buffalo Jump Provincial Park
- Pigeon Lake Provincial Park
- Miquelon Lake Provincial Park
- Sylvan Lake Provincial Park
- William A. Switzer Provincial Park

## Sehenswürdigkeiten
| Sehenswürdigkeit                            | Ort                  |
| ------------------------------------------- | -------------------- |
| Alberta Prairie Railway Excursions          | Stettler             |
| Canadian Petroleum Discovery Centre         | Leduc                |
| Discovery Wildlife Park                     | Innisfail            |
| Kerry Wood Nature Centre                    | Red Deer             |
| Gaetz Lake Sanctuary                        | Red Deer             |
| Heritage Centre & Mine Site                 | Nordegg              |
| Reynolds-Alberta Museum                     | Wetaskiwin           |
| Rocky Mountain House National Historic Site | Rocky Mountain House |
| Ukrainian Cultural Heritage Village         | -                    |
| Wild Rapids Waterslides                     | Sylvan Lake          |
| Stephannson House Provincial Historic Site  |                      |

## Infrastruktur

### Verkehr
Die folgenden Alberta Highways führen durch die Region:
| Verlaufsrichtung | Name               | weitere(r) Name(n)                     |
| ---------------- | ------------------ | -------------------------------------- |
| Nord-Süd         | Alberta Highway 2  | Queen Elizabeth II Highway QE2 Highway |
| West-Ost         | Alberta Highway 16 | Yellowhead Highway Yellowhead Trail    |
| West-Ost         | Alberta Highway 9  | kein(e)                                |
| Nord-Süd         | Alberta Highway 21 | kein(e)                                |
| Nord-Süd         | Alberta Highway 36 | Veteran Memorial Highway               |
| West-Ost         | Alberta Highway 11 | David Thompson Highway                 |
| Nord-Süd         | Alberta Highway 22 | Cowboy Trail                           |
| Nord-Süd         | Alberta Highway 33 | Grizzly Trail                          |
| Nord-Süd         | Alberta Highway 41 | Buffalo Trail                          |
| Nordwest-Südost  | Alberta Highway 14 | Poundmaker Trail                       |

### Schulen
| Name             | Anzahl der Schüler |
| ---------------- | ------------------ |
| Red Deer College | 20.000             |
| Olds College     | 1.309              |
| Lakeland College | 7.000              |

## Politik und Verwaltung
Für die Legislativversammlung von Alberta, in der die Region repräsentiert ist, gibt es die folgenden 16 Wahlbezirke:
- Battle River-Wainwright
- Drayton Valley-Calmar
- Drumheller-Stettler
- Fort Saskatchewan-Vegreville
- Innisfail-Sylvan Lake
- Lacombe-Ponoka
- Leduc-Beaumont-Devon
- Olds-Didsbury-Three Hills
- Red Deer North
- Red Deer South
- Rocky Mountain House
- Stony Plain
- Vermilion-Lloydminster
- West Yellowhead
- Wetaskiwin-Camrose
- Whitecourt-Sainte Anne

Folgende Municipal Districts werden der Region zugerechnet:
- County of Barrhead No. 11
- Beaver County
- Municipal District of Bonnyville No. 87
- Brazeau County
- Camrose County
- Clearwater County
- Flagstaff County
- Lac Ste. Anne County
- Lacombe County
- Lamont County
- County of Minburn No. 27
- Mountain View County
- County of Paintearth No. 18
- Ponoka County
- Municipal District of Provost No. 52
- Red Deer County
- Smoky Lake County
- County of St. Paul No. 19
- County of Stettler No. 6
- Thorhild County
- County of Two Hills No. 21
- County of Vermilion River
- Municipal District of Wainwright No. 61
- Westlock County
- County of Wetaskiwin No. 10
- Woodlands County
- Yellowhead County